# 8634 Neubauer
A 8634 Neubauer (ideiglenes jelöléssel 1981 GG) a Naprendszer kisbolygóövében található aszteroida. Edward L. G. Bowell fedezte fel 1981. április 5-én.